# Traitiéfontaine
Traitiéfontaine település Franciaországban, Haute-Saône megyében. Lakosainak száma 160 fő (2022. január 1.). Traitiéfontaine Cirey, Chambornay-lès-Bellevaux, La Malachère, Neuvelle-lès-Cromary és Rioz községekkel határos.

## Népesség
A település népessége az elmúlt években az alábbi módon változott:
| Lakosok száma | 158  | 161  | 164  | 162  | 163  | 162  | 161  | 159  | 160  |
|               | 2013 | 2015 | 2016 | 2017 | 2018 | 2019 | 2020 | 2021 | 2022 |